# Jozef Peeters
Pour les articles homonymes, voir Peeters.
Jozef Peeters (24 juillet 1895 - 10 septembre 1960) est un peintre et linograveur belge.

## Biographie
Jozef Peeters est né à Anvers. Il étudie à l'Académie royale des beaux-arts d'Anvers. 
De 1915 à 1919, Peeters s'inspire de la théosophie pour peindre des œuvres sympbolistes puis futuristes. Il crée en 1918, aux côtés de Jan Cockx et Edmond Van Dooren le cercle Moderne Kunst à Anvers,. Leur première exposition a lieu dans une librairie de la place Saint-Jacques à Anvers à l'hiver 1919 et y sont notamment exposés Jan Cockx, Edmond Van Dooren, Georges Vantongerloo et Jos Léonard.  
En 1920, il devient  l'un des premiers artistes abstrait en Belgique. En 1920 et en 1922, il organise les Congrès de l'art moderne auxquels participent de nombreux artistes avant-gardistes. Le deuxième Congrès qui se tient en 1922 connaît un succès international. Alexander Archipenko, Paul Klee, et Kurt Schwitters y participent notamment, tandis que toute l'avant-garde belge y est exposée : Felix De Boeck, Prosper De Troyer, Paul Joostens, Jos Léonard, Victor Servranckx, Marthe Donas, Jan Hubert Wolfs, Georges Vantongerloo, Edmond Van Dooren et Jozef Peeters lui-même. Il codirige ensuite deux revues :  Het Overzicht (« le panorama »), sous la demande de Michel Seuphor et De Driehoek (« le triangle »).
Pour lui, les arts purs et les arts appliqués sont équivalents. Ainsi, il réalise des affiches, des tapis ou encore des vases.
Entre 1925 et 1937, il ne peint presque plus. Il réalisera ensuite pendant vingt ans de la peinture figurative pour subvenir aux besoins de sa famille sous le nom H. Angtze (jeu de mots avec hangt ze, « pends-les » en flamand). Il publie des oeuvres dans la revue Manomètre à Lyon, éditée par Emile Malespine. 
Il meurt en 1960 à Anvers.

## Œuvre
- mai 1914 : Autoportrait théosophique, aquarelle, pastel et crayon sur papier, 30 x 24 cm (collection Musée René Magritte - Musée d'Art Abstrait - Jette)[8]
- 1919 : Fantaisies, série
- 1921, Composition, lino original collé sur bois, 11,6 x 23,1 cm (collection Musée d'Art Abstrait - Jette)
- 1920-1925 : Compisitions, série de peintures (dont Composition, 1921, huile sur toile, 150,5 × 150,5 cm), aquarelles et linogravures.
- 1922-1957: Composition, huile sur toile, 83 x 38, 4 cm (collection Musée d'Art Abstrait - Jette)
- 1938-58: Composition, huile sur toile (collection Musée d'Art Abstrait - Jette)